# Steve Lewis
Steve Lewis (eigentlich Steven Earl Lewis; * 16. Mai 1969 in Los Angeles, Kalifornien) ist ein ehemaliger US-amerikanischer Leichtathlet und Olympiasieger.

## Karriere
Lewis war vor 1988 kein gänzlich Unbekannter. Bereits 1987, bei den nationalen Juniorenmeisterschaften im 400-Meter-Lauf, erreichte er eine persönliche Bestzeit von 45,76 s. Bei den US-Ausscheidungskämpfen gewann er das Viertelfinale in 44,61 s und stellte damit einen Junioren-Weltrekord auf. Im Halbfinale verbesserte er dieses Ergebnis nochmals auf 44,11 Sekunden. Im Finale konnte er seine vorherige Zeit nicht erreichen, qualifizierte sich aber als Dritter hinter Harry Reynolds und Danny Everett.
Bei den Olympischen Spielen 1988 in Seoul war Reynolds der klare Favorit auf eine Goldmedaille über 400 Meter, und nur wenige rechneten mit einer reellen Chance für Lewis. Aber im Finale schlugen Lewis und Everett sehr früh ein hohes Tempo ein. Reynolds fiel zunächst zurück, konnte aber auf der Zielgeraden an Everett vorbeiziehen und zu Lewis aufschließen, ihn aber nicht überholen. Lewis siegte mit einer Zeit von 43,87 s, was einen weiteren Juniorenweltrekord bedeutete. Silber ging an Reynolds und Bronze an Everett. Wenige Tage später gewann er seine zweite Goldmedaille mit der Mannschaft in der 4-mal-400-Meter-Staffel zusammen mit Everett, Kevin Robinzine und Reynolds mit der Weltrekordzeit von 2:56,16 min, vor den Teams aus Jamaika (Silber) und Deutschland (Bronze).
1990 gewann Lewis die NCAA-Meisterschaften über 400 Meter und ebenso die US-Meisterschaften. Bei den Olympischen Spielen 1992 in Barcelona trat er nochmals an und gewann die Silbermedaille, hinter seinem Landsmann Quincy Watts und vor dem Kenianer Samson Kitur. In der 4-mal-400-Meter-Staffel gewann er wieder die Mannschaftsgoldmedaille, dieses Mal mit Andrew Valmon, Watts und Michael Johnson, vor den Teams aus Kuba und dem Vereinigten Königreich.
Der Rest seiner Karriere war von Verletzungen und einer andauernden Virusinfektion beeinträchtigt. Er nahm nie wieder an internationalen Meisterschaften teil.